# Adriana Behar
Adriana Brandão Behar, née le 14 février 1969 à Rio de Janeiro, est une joueuse de beach-volley brésilienne, double médaillée olympique et double championne du monde de sa discipline.

## Palmarès
- Jeux olympiques
  -  Médaille d'argent en 2000 à Sydney avec Shelda Bede
  -  Médaille d'argent en 2004 à Athènes avec Shelda Bede

- Championnats du monde de beach-volley
  -  Médaille d'or en 1999 à Marseille avec Shelda Bede
  -  Médaille d'or en 2001 à Klagenfurt avec Shelda Bede
  -  Médaille d'argent en 2003 à Rio de Janeiro avec Shelda Bede
  -  Médaille de bronze en 1997 à Los Angeles avec Shelda Bede

- Jeux panaméricains
  -  Médaille d'or en 1999 à Winnipeg avec Shelda Bede